# Phlogacanthus geoffrayi
Phlogacanthus geoffrayi är en akantusväxtart som beskrevs av Raymond Benoist. Phlogacanthus geoffrayi ingår i släktet Phlogacanthus och familjen akantusväxter. Inga underarter finns listade i Catalogue of Life.